# Élections constituantes de 1946 dans les Côtes-du-Nord
Les élections constituantes françaises de 1946 se déroulent le 2 juin, afin de renouveler l'Assemblée constituante.

## Mode de scrutin
Les députés sont élus selon le système de représentation proportionnelle suivant la règle de la plus forte moyenne dans le département, sans panachage ni vote préférentiel. Il y a 586 sièges à pourvoir.
Dans le département des Côtes-du-Nord, sept députés sont à élire.

## Élus
| Identité                 | Parti | Parti |
| ------------------------ | ----- | ----- |
| Henri Bouret             |       | MRP   |
| Guillaume Daniel         |       | PCF   |
| Marie-Madeleine Dienesch |       | MRP   |
| Marcel Hamon             |       | PCF   |
| Antoine Mazier           |       | SFIO  |
| Honoré Michard           |       | MRP   |
| René Pleven              |       | UDSR  |

## Résultats
| Parti    | Parti    | Tête de liste        | Résultats | Résultats | Sièges |
| Parti    | Parti    | Tête de liste        | Voix      | %         | Sièges |
| -------- | -------- | -------------------- | --------- | --------- | ------ |
|          | MRP      | Henri Bouret         | 97 734    | 34,87     | 3      |
|          | PCF      | Marcel Hamon         | 78 976    | 28,18     | 2      |
|          | SFIO     | Antoine Mazier       | 62 857    | 22,42     | 1      |
|          | RGR      | René Pleven          | 24 593    | 8,77      | 1      |
|          | PRL      | Michel de Villeneuve | 16 120    | 5,75      | 0      |
|          |          |                      |           |           |        |
| Inscrits | Inscrits | Inscrits             | 340 110   | 100,00    |        |
| Votants  | Votants  | Votants              | 282 107   | 82,95     |        |
| Exprimés | Exprimés | Exprimés             | 280 280   | 99,35     |        |